# Mircea Petrescu-Dâmbovița
Mircea Petrescu-Dâmbovița (n. 21 mai 1915, Galați – d. 13 aprilie 2013, Iași) a fost un istoric și arheolog român, membru titular al Academiei Române. Tatăl său a fost avocat și magistrat în Galați.

## Studii
În perioada 1926-1933 a urmat cursurile gimnaziale și apoi liceale la Liceul „Vasile Alecsandri” din Galați având ca profesor pe Aețiu Hogaș, fiul marelui prozator Calistrat Hogaș. Acesta i-a insuflat pasiunea pentru arheologie astfel că la examenul de bacalaureat Mircea Petrescu-Dâmbovița a prezentat un studiu despre Alexandru Odobescu. De asemenea, a avut profesor de limba franceză pe scriitorul Anton Holban, pe Ion Tohăneanu la limba germană (director al liceului), pe Aurel Ștefănescu Bârsan la filosofie și drept, sau pe Gheorghe Nazarie la matematică.
A urmat studii de istorie, filosofie și drept la București, obținând, în 1947, doctoratul în litere și filozofie, specialitatea preistorie.

## Activitatea universitară
În anul 1938 și-a început cariera universitară ca asistent onorific la catedra de Preistorie și Arheologie a Universității din București și a urmat toate treptele ierarhiei universitare, ajungând profesor și decan la Facultatea de Istorie a Universității din Iași.

## Activitatea de cercetare
A îmbinat activitatea universitară cu aceea de cercetător științific la Institutul de Istorie și Arheologie „A.D. Xenopol” din Iași și ca director la Muzeul de Istorie a Moldovei. A întreprins săpături arheologice în Muntenia și Moldova cu privire la neo-eneolitic, perioada de tranziție la epoca bronzului, prima și a doua perioadă a epocii fierului, perioada formării poporului român și Evul Mediu. A participat la numeroase recunoașteri arheologice în Moldova ale căror rezultate le-a publicat în volumul „Așezări din Moldova de la paleolitic până în secolul XIII”, prioritate tematică în România.

## Recunoaștere
Pentru valoarea contribuțiilor sale științifice, Mircea Petrescu Dîmbovița a fost ales membru corespondent (1991) și, apoi, membru titular al Academiei Române (1996). Discursul său de recepție a avut tema "Realizări și perspective în cercetarea Culturii Cucuteni", prefațat de cuvântul de deschidere al acad. Virgil Cândea, și a fost urmat de tradiționalul răspuns rostit de acad. Ștefan Ștefănescu.
Aprecierea activității sale este atestată și de alegerea sa în prestigioase instituții științifice de specialitate: membru titular al Institutului de Preistorie și Protoistorie din Florența, membru corespondent al Institutului Arheologic German.

## Publicații
- Cetățuia de la Stoicani, Mircea Petrescu-Dîmbovița, Editura Academiei Republicii Populare Romîne, 1953
- Les principaux résultats des fouilles de Trușești (moldavie septentrionale), Mircea Petrescu-Dîmbovița, 1957
- Cercetări arheologice în Podișul Central Moldovenesc, Mircea Petrescu-Dîmbovița, Mihai Dinu, Emilian Bold, Universitatea "Al. I. Cuza" din Iași, 1958
- Cucuteni, Mircea Petrescu-Dîmbovița, Editura Meridiane, 1966
- Die wichtigsten Ergebnisse der neuen archäologischen Ausgrabungen von Cucuteni-Băiceni, Mircea Petrescu-Dîmbovița, Editura Akademie-Verlag, 1969
- Așezări din Moldova: de la paleolitic pînă în secolul al XVIII-lea, Nasim Zaharia, Mircea Petrescu-Dîmbovița, Em. Zaharia, Editura Academiei Republicii Socialiste România, 1970
- Scurtă istorie a Daciei preromane, Mircea Petrescu-Dîmbovița, Editura Junimea, 1978
- Die Sicheln in Rumänien: mit Corpus d. jung- u. spätbronzezeitl. Horte Rumäniens, Mircea Petrescu-Dîmbovița, Editura C.H.Beck, 1978
- Sisteme de fortificații medievale timpurii la est de Carpați: așezarea de la Fundu Herții (jud. Botoșani), Mircea Petrescu-Dîmbovița, Dan Gh. Teodor, Editura Junimea, 1987
- Der Arm- und Beinschmuck in Rumänien, Mircea Petrescu-Dîmbovița, Editura Franz Steiner Verlag, 1998
- Istoria Românilor. Vol. 1, Mircea Petrescu-Dîmbovița și colectiv, Editura Academiei, 2002
- Nouvelle données concernant le néolotique carpatho-balkanique, Mircea Petrescu-Dîmbovița
- Depozitul de bronz de la Bârsana. (Maramureș), Mircea Petrescu-Dîmbovița
- Contribuții la sfârșitul epocii bronzului și începutul epocii de fier din Moldova, Mircea Petrescu-Dîmbovița
- Populații și culturi în spațiul carpato-dunărean în prima jumătate a mileniului I î.e.n., Mircea Petrescu-Dîmbovița
- Metalurgia bronzului, Mircea Petrescu-Dîmbovița
- Die Nekropole der Noua-Kultur auf der «Țugueta» bei Trușești. Kreis Botoșani, Normoldau, Rumänien, Mircea Petrescu-Dîmbovița
- Cercetări arheologice și istorice din zona lacului de acumulare Bicaz, Mircea Petrescu-Dîmbovița
- Scurtă istorie a Daciei preromane, manual,  Mircea Petrescu-Dîmbovița
- Istoria României . De la începuturi până în secolul VIII, manual,  Mircea Petrescu-Dîmbovița și co.
- Enciclopedia arheologiei și istoriei vechi a României, colaborator